# هيكارو هاياشي
هيكارو هاياشي (باليابانية: 林光 ) (و. 1931 – 2012 م) هو عازف بيانو، وملحن، وموزع (موسيقى)، ومؤلفو موسيقى تصويرية ياباني، ولد في طوكيو، يستخدم آلات بيانو، توفي عن عمر يناهز 81 عاماً.

## التعليم
تعلم في جامعة كيئو.

## جوائز
حصل على جوائز منها:
- الميدالية بنفسجية الشريط  [لغات أخرى]‏ (1996).

## الأعمال

### أفلام
- اونيبابا (1964)

## وصلات خارجية
- هيكارو هاياشي على موقع IMDb (الإنجليزية)
- هيكارو هاياشي على موقع ميوزك برينز (الإنجليزية)
- هيكارو هاياشي على موقع ديسكوغز (الإنجليزية)
- هيكارو هاياشي على موقع قاعدة بيانات الفيلم (الإنجليزية)
- هيكارو هاياشي في قاعدة بيانات الأفلام على الإنترنت